# Éric Gagné
Pour les articles homonymes, voir Gagné.
Éric Gagné (né Éric Serge Gagné le 7 janvier 1976 à Mascouche, Québec, Canada) est un lanceur droitier de baseball qui a joué dans les Ligues majeures de 1999 à 2008.
Il a d'abord évolué de 1999 à 2006 pour les Dodgers de la Ligue nationale. Comme stoppeur, il a remporté en 2003 le prestigieux trophée Cy Young, remis annuellement aux meilleurs lanceurs des deux ligues, un prix rarement remis à un lanceur de relève. Il établit de 2002 à 2004 l'actuel record des majeures de 84 sauvetages consécutifs.
Il évolue brièvement pour les Red Sox de Boston, avec qui il remporte la Série mondiale le 28 octobre 2007, devenant par le fait même le premier joueur québécois membre d'une équipe championne.
Il s'est aussi aligné en 2009 avec les Capitales de Québec, une équipe de la Ligue Can-Am.
Ce dernier est par ailleurs l'un des propriétaires d'une équipe d'expansion dans cette même ligue, les Aigles de Trois-Rivières.
En 2012, il s'implique avec un groupe d'actionnaires afin d'établir une équipe de baseball au sein de la Ligue Can-Am, les Aigles de Trois-Rivières.
Le 29 août 2013, il devient manager de l'équipe de France de baseball.
Il fait un bref retour sur le monticule le 28 août 2015 dans l'alignement des Aigles de Trois-Rivières.

## Débuts
Né d'une famille québécoise, mère Carole Roux, Gagné joue au hockey et au baseball dans sa ville natale de Mascouche, non loin de Montréal. Il a fait partie de l'équipe canadienne du Championnat mondial junior.
En 1994, Gagné est sélectionné à la 30e ronde par les White Sox de Chicago. Cependant, il signe un contrat avec les Dodgers de Los Angeles l'année suivante, puis il étudie l'anglais au Seminole State College (Oklahoma) et joue avec l'équipe de baseball des « Trojans horses ».
Après une saison au poste de lanceur partant en ligue mineure en 1996, il subit une opération de type Tommy John  sur un ligament du coude droit en avril 1997. Pendant son année de convalescence, il pense à prendre sa retraite. Il revient sur les terrains en 1998 avec l'équipe des Dodgers de Vero Beach dans la Ligue de la Floride. En 25 départs, son bilan est de 0 victoires pour 13 défaites et surtout, il retire 43 frappeurs sur prises en 139 manches lancées.
En 2001, il retourne aux ligues mineures avec les 51s de Las Vegas.

## Dodgers de Los Angeles
En 1999, après une saison en Texas League où il remporte le trophée de Lanceur de l'année, Gagné rejoint les Dodgers et la Ligue majeure au mois de septembre. En cinq départs, son bilan est de 1 victoire pour une défaite. Pour son premier match, il n'accorde aucun point et retire 8 frappeurs en 6 manches lancées contre les Marlins de la Floride. Il lance pour les Dodgers en 2000 et 2001, comme partant, avec des succès mitigés. Il effectue un bref séjour au niveau AAA lors de ces deux saisons.

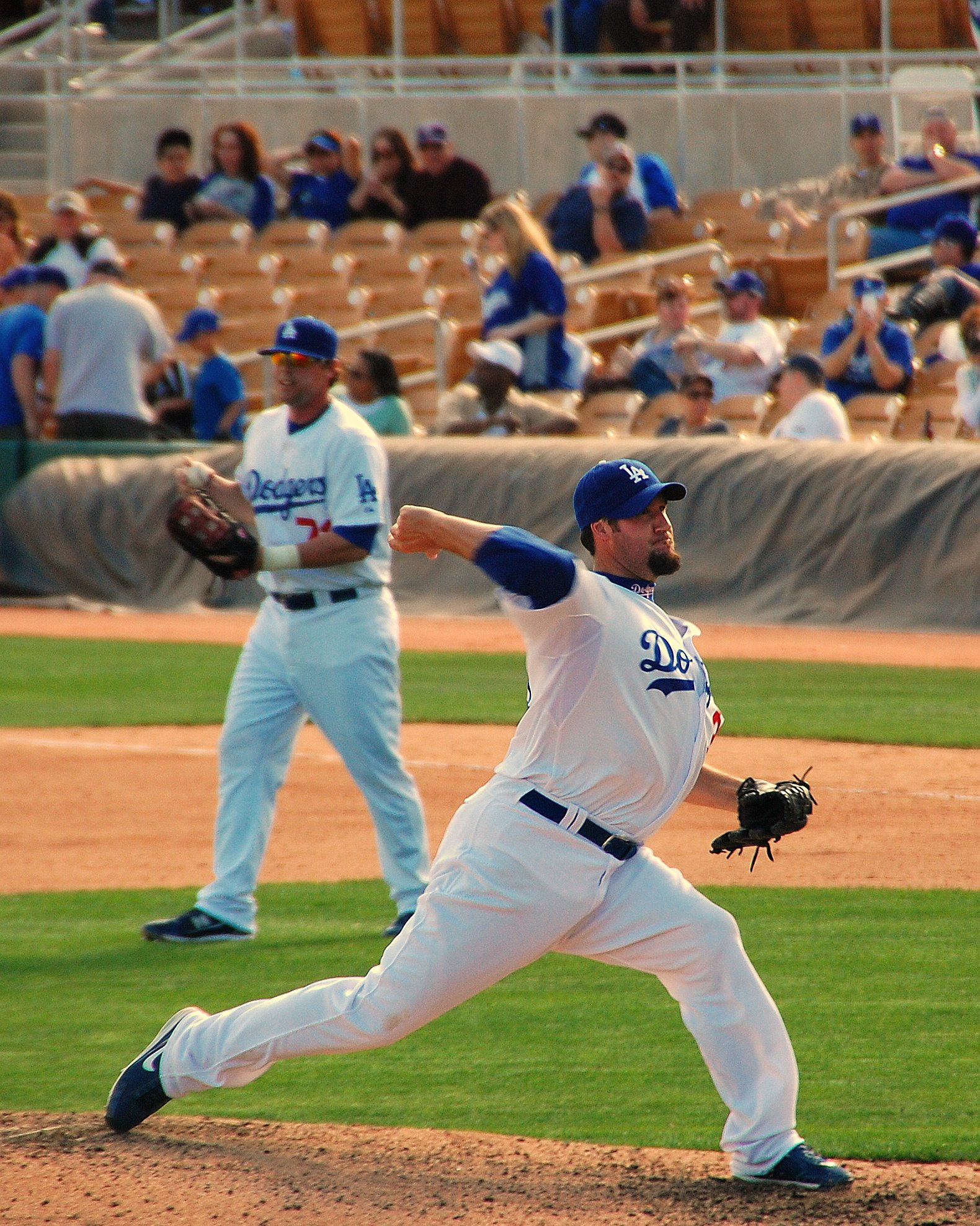
Éric Gagné avec les Dodgers.

En 2002, il revient chez les Dodgers, cette fois comme releveur. Il réussit 84 sauvetages consécutifs (record en ligues majeures) entre le 26 août 2002 et le 5 juillet 2004. Il pulvérise l'ancien record de 54 établi par Tom Gordon en 1998-1999. En 2024, le record de Gagné tient toujours. En raison de ses performances, les supporters des Dodgers lui attribuent le surnom de « Game Over ».
Durant son étonnante saison 2003, 'Game Over' remporte le « Rolaids Relief Man Award » et le trophée Cy Young. Il devient le premier lanceur canadien à remporter ce prix depuis Ferguson Jenkins en 1971 et le premier releveur depuis 1992. Curieusement, il est aussi le premier lanceur de l'histoire à remporter le Cy Young malgré un dossier victoires-défaites négatifs, sa fiche étant de 2-3. Il fut choisi en raison de sa moyenne de points mérités de 1,20, de ses 137 retraits sur des prises en seulement 82 1/3 manches, et surtout ses 55 sauvetages, égalant le record de la Ligue Nationale qu'il détient maintenant avec John Smoltz.
Le 15 juillet 2004, dans une victoire 5 à 2 des Dodgers face aux Diamondbacks de l'Arizona à Phoenix, Gagné réussit son 130e sauvetage pour Los Angeles. Il surpasse Jeff Shaw comme meneur à ce titre dans l'histoire de l'équipe.
Éric Gagné est reconnu pour être un lanceur de relève particulièrement efficace. Au cours de son passage chez les Dodgers, il a protégé 161 victoires en 167 tentatives, pour un pourcentage de réussite de 96 %. Il n'est pas rare qu'un releveur, même les meilleurs, accuse six sabotages dans une seule saison, ce qui rend la statistique du lanceur québécois plus impressionnante encore. À titre de comparaison avec les releveurs étoiles des majeures, Trevor Hoffman a réussi ses sauvetages dans 89 % des cas, du début de sa carrière jusqu'en 2006, et Mariano Rivera dans 88 % des occasions.

### Blessures

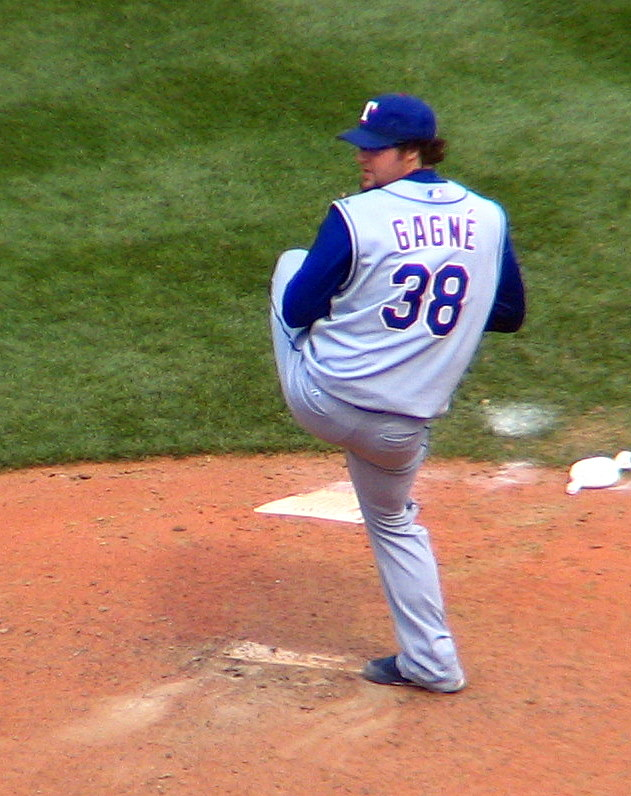
Éric Gagné en 2007 avec les Rangers du Texas.

Éric Gagné a très peu joué en 2005 et 2006, en raison d'une blessure aux ligaments du coude droit. En 2005, il n'a participé qu'à 14 rencontres chez les Dodgers, protégeant 8 victoires en autant de tentatives. Le 21 juin 2005, il subit une opération visant à déloger un nerf qui s'est coincé dans son coude, à la suite de son opération de 1997.
La saison suivante, il dut être opéré à nouveau malgré un camp d'entraînement encourageant. Il n'a pas joué en saison régulière avant le 3 juin, lançant deux manches sans point et préservant la victoire des Dodgers. Mais des douleurs récurrentes à l'épaule le renvoyèrent sur la liste des joueurs blessés dix jours plus tard, le 13 juin.
Le 4 juillet, un mal de dos sans lien avec ses opérations à l'épaule droite amenèrent Gagné à consulter le médecin une fois de plus. Il fut opéré le 8 juillet pour 2 hernies discales.

## Rangers du Texas
Le 12 décembre 2006, Gagné signe à titre d'agent libre un contrat d'une saison pour six millions de dollars US avec les Rangers du Texas. Le contrat prévoyait également des boni associés à ses performances sur le terrain, pouvant lui valoir jusqu'à cinq millions de dollars supplémentaires. Chez les Rangers en 2007, il conserva un dossier de 2-0, avec 16 sauvetages et une moyenne de points mérités de 2,16. Les frappeurs adverses ne frappèrent qu'avec une moyenne de 0,192 contre lui.
Cependant, à l'approche de la date limite des transactions, il fut échangé aux Red Sox de Boston le 31 juillet 2007. Malgré le fait que les Red Sox comptaient déjà un stoppeur en la personne de Jonathan Papelbon, Gagné choisit de ne pas se prévaloir de la clause de non-échange prévu à son contrat, et accepte la transaction qui l'envoie à Boston. Il fut nommé spécialiste de la 8e, afin de préparer le terrain pour Papelbon. Pour Gagné, les Red Sox cèdent aux Rangers le lanceur Kason Gabbard et deux voltigeurs alors en ligues mineures, David Murphy et Engel Beltré.

## Red Sox de Boston
Chez les Red Sox, Éric Gagné a dû abandonner le dossard numéro 38, déjà porté à Boston par le vétéran Curt Schilling et a opté pour le 83.
Gagné lance pour la première fois chez les Red Sox le 2 août 2007. Ses débuts à Boston sont difficiles : 14 points mérités accordés à l'adversaire en 14 manches, et ce en 15 parties. Sa fiche est de 1-2, avec aucun sauvetage, 3 sabotages, et une moyenne de points mérités très élevée de 9,00. L'adversaire frappe avec une moyenne de 0,350 contre lui durant cette période.
Dans le deuxième match de la Série de championnat de la Ligue Américaine, il accorde 2 points en 11e manche et se voit crédité de la défaite lors de la victoire des Indians de Cleveland. Les Red Sox remporteront cependant cette série, puis la Série mondiale 2007, durant laquelle Gagné fera une apparition, lançant une manche parfaite dans le premier match contre les Rockies du Colorado.

## Brewers de Milwaukee

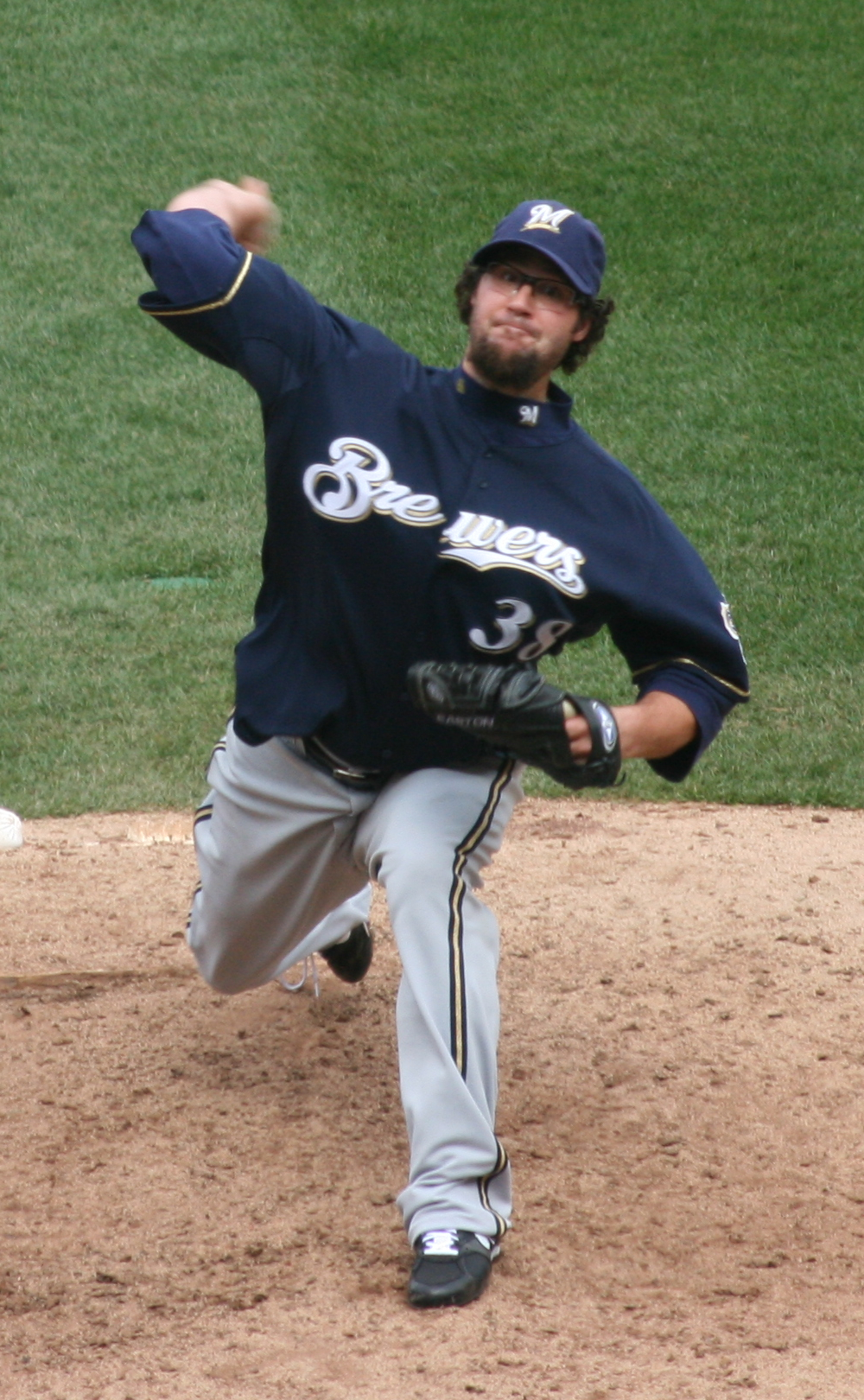
Éric Gagné en 2008 avec les Brewers de Milwaukee.

Le 9 décembre 2007, Gagné conclut un accord préliminaire avec les Brewers de Milwaukee. Le contrat d'une saison d'un montant de 10 millions de dollars US, assorti de bonus associés à la performance pouvant valoir au lanceur un million supplémentaire, est paraphé le lendemain.
Il connait une saison difficile chez les Brewers en 2008. Le 11 mai, après avoir gâché trois avances en six tentatives de sauvetage, Gagné est retiré de son rôle de stoppeur par le manager Ned Yost. Lorsque réintégré comme releveur numéro un, il faillit encore à la tâche et la mission de protéger les victoires est confiée à son coéquipier Salomon Torres. Utilisé en septième ou huitième manche, Gagné connait encore des difficultés et les Brewers confient à Guillermo Mota la tâche de préparer la table pour Torres. Le lanceur québécois conclut sa pire saison en carrière avec seulement 10 sauvetages en 17 opportunités, à peine 38 retraits au bâton en 46 manches et un tiers lancées, et une moyenne de points mérités très élevée de 5,44.
Malgré tout, en février 2009, Éric Gagné a accepté les termes d'un contrat des ligues mineures d'une durée d'un an avec Milwaukee et reçoit une invitation à leur camp d'entraînement. Il ne sera pas invité à jouer pour l'équipe en saison régulière ni à demeurer dans l'organisation.

## Dopage
Le 13 décembre 2007, Éric Gagné fait partie des joueurs cités par l'ancien sénateur américain George J. Mitchell dans le rapport Mitchell, commandé par le baseball majeur pour enquêter sur les cas de dopage dans les Ligues majeures.
Selon le rapport, Gagné aurait reçu des substances interdites achetées à Kirk Radomski. Ce dernier avait accusé le coéquipier de Gagné chez les Dodgers, Paul Lo Duca, comme ayant été celui ayant livré les substances au lanceur, puis il avoua avoir posté deux envois de HGH (hormone de croissance) directement à Gagné en 2004. Des reçus de FedEx et du United States Postal Service indiquent que Radomski a reçu au moins un paiement de Gagné, et deux de son coéquipier d'alors, Lo Duca, au nom de Gagné.
Bien que le rapport Mitchell parle de 2004, une note interne des Dodgers de Los Angeles indique que l'équipe avait des soupçons sur son lanceur droitier dès 2003 : « Il prend probablement des médicaments, et ses tendons et ligaments ne se développent pas, seuls ses muscles grossissent. »
Avant de faire l'acquisition de Gagné en juillet 2007, les Red Sox de Boston se sont aussi inquiétés des rumeurs de dopage, comme le démontre un échange de courriels entre leur directeur général, Theo Epstein, et le recruteur Mark Delpiano.
L'agent d'Éric Gagné, Scott Boras, a quant à lui mis en doute la crédibilité du rapport Mitchell, disant qu'il n'y avait aucune preuve médicale, et que le rapport tenait principalement sur des allégations.
À l'instar de beaucoup d'autres athlètes, Éric Gagné avait refusé de rencontrer le sénateur Mitchell.
Interrogé en 2009 au sujet des allégations le concernant, Gagné répond de manière évasive à l'interviewer Patrick Lagacé, de l'émission Les Francs-tireurs à Télé-Québec : « Les gens savent lire entre les lignes. »
Le 21 février 2010, Gagné admet au journaliste T.J. Simers du Los Angeles Times avoir consommé de l'hormone de croissance lors de son premier passage chez les Dodgers :

« Oui je l’ai fait. Je déteste en parler, car personne ne sort gagnant de cette histoire. J’avais mal au genou et je croyais que cela allait m’aider à me sentir mieux, mais je ne veux pas me servir de ça comme d’une excuse. (...) J’ai si honte de moi. Ce n’était vraiment pas brillant de ma part. Si je savais ce que je sais aujourd’hui… je sais que je n’en aurais pas eu besoin. Je regrette tant d’avoir agi ainsi (...) c’était stupide. »

— Éric Gagné, Los Angeles Times,.
En septembre 2012 paraît la biographie autorisée d'Éric Gagné, Game Over, écrite par Martin Leclerc. Gagné y affirme que 80 % des joueurs des Dodgers prenait des produits pharmaceutiques à l'époque où il était membre de l'équipe.

## Capitales de Québec - Ligue Can-Am
Le 26 mai 2009, Éric Gagné se joint aux Capitales de Québec de la Ligue Can-Am de Baseball après avoir consulté un autre ancien joueur des majeures qui venait de se joindre à l'équipe, Pierre-Luc Laforest. Il désire ainsi recommencer au bas de l'échelle afin d'agir comme lanceur partant. Gagné est lanceur partant pour les Capitales. En 102,2 manches lancées, sa moyenne de points mérités est de 4,65 avec 64 retraits sur des prises et une fiche victoires-défaites de 6-6. Il aide les Capitales à remporter en septembre 2009 le championnat de la Ligue Can-Am.

## Retour vers les majeures et retraite
Après avoir obtenu des essais chez les Phillies de Philadelphie et les Rockies du Colorado avant le début des camps d'entraînement de 2010, Éric Gagné signe un contrat des ligues mineures avec sa première équipe, les Dodgers de Los Angeles, le 19 février.
Gagné alloue six points sur huit coups sûrs en deux manches et deux tiers pendant le camp d'entraînement. Le 15 mars 2010, les Dodgers l'assignent aux ligues mineures. Après s'être initialement rapporté au club-école de l'organisation, il demande à être libéré de son contrat, ce à quoi les Dodgers acquiescent le 21 mars 2010.
Le 19 avril 2010, il annonce sa retraite du baseball.

## Aigles de Trois-Rivières - Ligue Can-Am
En septembre 2012, un groupe d'actionnaires, dont Éric Gagné, établirent une nouvelle équipe au sein de la Ligue Can-Am de Baseball  dans la ville de Trois-Rivières. Le nouveau club, appelé "Les Aigles" fit ses débuts lors de la saison 2013, avec comme gérant l'ancien coéquipier de Gagné, Pierre-Luc Laforest.
Le 28 août 2015, Éric Gagné fit un retour au jeu dans l'alignement des Aigles, affrontant son ancienne équipe, les Capitales de Québec. Après une absence de 6 ans des circuits professionnels, Gagné accorda un point mérité sur deux coups sûrs en 4 manches et 1 tiers, dans une victoire de 5 à 3. Il a également donné cinq buts sur balle et retiré deux frappeurs sur des prises. Après le match, Gagné annonça que c'était la toute dernière fois qu'il lança dans un match de baseball.

## Entraineur de l'équipe de France
Depuis 2013, Éric Gagné est l'entraineur de l'équipe de France de baseball.

## Premières pour un Québécois
- Le 6 juin 2006, Éric Gagné et le receveur Russell Martin formèrent le premier duo lanceur-receveur entièrement Canadien-français de l'histoire du baseball. Martin est né en Ontario, mais est un francophone ayant grandi au Québec. Le premier duo lanceur-receveur canadien fut composé du lanceur Ozzie Van Brabant et du receveur Eric MacKenzie avec les Athletics de Kansas City le 23 avril 1955. Le québécois Denis Boucher et le receveur ontarien Joe Siddall ont formé le second, avec les Expos de Montréal en septembre 1993.
- Le 24 octobre 2007, Éric Gagné devint le premier joueur québécois à participer à la série mondiale, lorsqu'il s'amène au monticule pour une manche et retire dans l'ordre les 3 frappeurs lui faisant face dans le premier match de la Série mondiale 2007.
- Lorsque les Red Sox de Boston remportent la Série mondiale le 28 octobre 2007, Éric Gagné devient le premier joueur québécois (et le neuvième joueur canadien) à remporter une série mondiale.